# Trophonopsis alboranensis
Trophonopsis alboranensis is een slakkensoort uit de familie van de Muricidae. De wetenschappelijke naam van de soort is voor het eerst geldig gepubliceerd in 1997 door Smriglio, Mariottini & Bonfitto.